# Schüppchen-Milchling
Der Schüppchen-Milchling oder Rosa Schüppchen-Milchling (Lactarius spinosulus) ist eine Pilzart aus der Familie der Täublingsverwandten (Russulaceae). Es ist ein ziemlich kleiner, schlanker, lachsrosa bis ziegelfarbener Milchling mit einem feinschuppigen, gezonten und am Rande behaarten Hut. Der sehr seltene, ungenießbare Pilz wächst häufig an grasigen Stellen unter Birken, die Fruchtkörper erscheinen von August bis Oktober.

## Merkmale

### Makroskopische Merkmale
Der Hut ist 2–6 (7) cm breit, zunächst flach gewölbt und oft schwach gebuckelt, dann leicht niedergedrückt und in der Mitte genabelt, später immer starker niedergedrückt bis trichterförmig vertieft. Der Hutrand ist bei jungen Fruchtkörpern eingebogen. Die Oberfläche des rosa-gelbbraunen bis weinbraunen und teilweise leicht dunkler gezonten Hutes ist trocken, filzig bis feinschuppig und im feuchten Zustande schwach schmierig. Dabei ist der Hut anfangs in der Mitte mehr oder weniger glatt, wird aber schon bald zunehmend schuppig, wobei die spitzen Hutschüppchen nach außen hin deutlich abstehen. Der Rand ist oft fein borstig behaart und besonders nach außen hin meist deutlich gezont.
Die anfangs ziemlich dicht stehenden Lamellen sind breit am Stiel angewachsen und laufen leicht daran herab. Die ziemlich dünnen, schmalen und in Stielnähe oft gegabelten Lamellen sind jung cremefarben mit einem rosa Reflex und werden später blass rötlichocker oder cremebräunlich. Das Sporenpulver ist hellocker bis ockergelb und hat eine leicht lachsfarbene Tönung.
Der zylindrische oder leicht zusammengedrückte Stiel ist 2,5–5 cm lang und 0,5–1,2 cm breit. Die Oberfläche ist glatt oder leicht grubig und fleisch-rosa, lachsfarben bis blass bräunlich-weinrot und oft weiß überfasert. Er ist dabei etwa von der gleichen Farbe wie der Hut oder etwas blasser. Das Stielinnere ist anfangs voll und später ausgestopft bis hohl.
Das weißliche bis blass weinrötliche Fleisch ist mittelfest und schmeckt mild und nach einigem Kauen leicht bitter oder schärflich. Er riecht fruchtig wie Stachelbeeren oder mehr wie der Eichen-Milchling (L. quietus). Die Milch ist weiß bis wässrig weiß und schmeckt erst mild, dann langsam bitter bis scharf, vor allem am Zungenende.

### Mikroskopische Merkmale
Die rundlichen bis elliptischen Sporen sind durchschnittlich 6,8–7,8 µm lang und 5,5–6,0 µm breit. Der Q-Wert (Quotient aus Sporenlänge und -breite) ist 1,1–1,4. Das Sporenornament wird 0,8–1,3 µm hoch und besteht aus langen, spärlich verzweigten Graten und wenigen, isoliert stehenden Warzen, die nicht oder nur spärlich netzartig verbunden sind und zusammen ein auffallend zebrastreifiges Muster bilden. Der Hilarfleck ist mehr oder weniger inamyloid oder unregelmäßig amyloid.
Die meist 4-sporigen, 30–50 µm langen und 8–12 µm breiten Basidien sind mehr oder weniger zylindrisch bis fast keulig. Pleuromakrozystiden kommen recht verstreut vor. Sie sind 40–65 (100) µm lang und 6–10 (13) µm breit, pfriemförmig, schmal kegelförmig oder spindelig und an ihrem oberen Ende mehr oder weniger spitz. Die Lamellenschneiden sind heterogen. Neben den Basidien kommen ziemlich zahlreiche Cheilomakrozystiden vor, die 30–55 × 5–7 µm messen und mehr oder weniger spindelförmig oder pfriemförmig sind. Sie sind oben spitz oder tragen ein kleines aufgesetztes Spitzchen.
Die Huthaut (Pileipellis) ist eine Cutis aus parallel liegenden, teilweise büschelförmig aufsteigenden, 2,5–6 (12) µm breiten Hyphen. Sie geht stellenweise in ein Trichoderm über. Die Hyphenwände sind teilweise gelatinisiert.

## Artabgrenzung
Zwei ähnliche Milchlinge sind der Lila Milchling (Lactarius lilacinus) und der Birken-Reizker (Lactarius torminosus), die aber beide meist deutlich größere Fruchtkörper bilden.
Vom Lila Milchling unterscheidet sich der Schüppchen-Milchling trotz seiner ähnlichen Farben allein schon dadurch, dass er vor allem unter Birken auf trockeneren Böden vorkommt, während der Lila Milchling, der einen mehr samtigen und kaum gezonten Hut hat, unter Weiden wächst.
Der Birken-Reizker unterscheidet sich durch seinen zumindest jung bärtig behaarten Hutrand. Mikroskopisch lassen sich die beiden Arten sich leicht abgrenzen, da beide deutlich netzartig ornamentierte Sporen haben und ihre Hutdeckschicht völlig anders aufgebaut ist.

## Ökologie
Der Schüppchen-Milchling ist ein Mykorrhizapilz, der mit verschiedenen Birkenarten vergesellschaftet ist. Sein wichtigster Lebensraum sind feuchte Laub- oder Mischwälder auf frischen bis feuchten, mehr oder weniger nährstoffreichen Böden. Besonders häufig findet man ihn an Waldrändern und nicht selten auch in Parks. Er ist nicht an definierte Waldgesellschaften gebunden. Seine Fruchtkörper erscheinen einzeln oder gesellig von Ende August bis Ende Oktober, vorwiegend im Hügel- und Bergland.

## Verbreitung

Verbreitung des Schüppchen-Milchlings in Europa. Grün eingefärbt sind Länder, in denen der Milchling nachgewiesen wurde. Grau dargestellt sind Länder ohne Quellen oder Länder außerhalb Europas.

Der Milchling wurde in Nordamerika (USA) und Europa nachgewiesen. In Europa ist er selten bis sehr zerstreut verbreitet. Er kommt in Frankreich und Großbritannien vor und ist im nordwestlichen Europa bis zu den Hebriden und Island verbreitet. In den Beneluxstaaten ist er sehr selten oder fehlt ganz, dafür kommt er in ganz Mitteleuropa vor. In Fennoskandinavien ist er zerstreut bis sehr selten.
Der Milchling ist sowohl in Deutschland als auch in der Schweiz selten bis sehr selten. Aufgrund seiner Seltenheit ist die Art in Deutschland potentiell gefährdet.

## Systematik
Der Schüppchen-Milchling wurde erstmals 1879 durch L. Quélet als Lactarius spinosulus beschrieben. 1891 stellte O. Kuntze die Art in seinem Werk "Revisio generum plantarum" in die Gattung Lactifluus; 1908 wurde die Art durch den französischen Dichter und Mykologen F. Bataille zur Varietät Lactarius lilacinus var. spinosulus herabgestuft, die durch Singer 1942 zur Unterart Lactarius lilacinus subsp. spinosulus wieder heraufgestuft wurde.

Daneben existieren weitere taxonomische Synonyme. Lactarius mitificus Britzelm. (1897), samt seinen taxonomischen Synonymen: Lactarius lilacinus var. mitificus (Britzelm.) Killerm. (1933) und Lactarius lilacinus subsp. mitificus (Britzelm.) Singer (1942). Auch bei Lactarius lilacinus var. minor Killerm. und die Lactarius lilacinus im Sinne von J.E.Lange handelt es sich um Synonyme.
Das Artattribut (Epitheton) "spinosulus" bedeutet etwas dornig und bezieht sich auf die borstig-haarartigen Schuppen am Hutrand.

### Infragenerische Systematik
Der Schüppchen-Milchling wurde von Bon in die Sektion Colorati gestellt, obwohl die anderen Arten der Sektion ein weißliches Sporenpulver und stumpfe Makrozystiden haben und auch sein Sporenornament deutlich weniger netzig ist.
Wahrscheinlich wurde er aufgrund seiner oberflächlichen Ähnlichkeit mit dem Lila-Milchling (L. lilacinus) in diese Sektion gestellt. Basso und Heilmann-Clausen stellen den Milchling hingegen in die Nähe des Braunzottigen Milchlings (L. mairei) in die Sektion und Untersektion Piperites, da er sowohl mikroskopisch als auch aufgrund seiner makroskopischen Merkmale dieser Art sehr ähnlich zu sein scheint.

## Bedeutung
Der seltene Milchling ist kein Speisepilz.